# پروتکل اینترنت سیار
IP سیار یک پروتکل استاندارد است که به کاربران اجازه می‌دهد مستقل از جابجایی فیزیکی، آدرس‌های IP خانگی شان را حفظ کنند. به همین دلیل این پروتکل برای کاربرانی که تمایل به تحرک و جا به جایی دارند بسیار مفید است و نیاز به آدرس IP جدید برای آن‌ها را از بین می‌برد. در این مقاله ابتدا مقدمه‌ای در مورد دلایل پیدایش IP سیار ذکر می‌کنیم و سپس به بررسی مفاهیم، عملکرد، کاربردپذیری، طرزکار، کیفیت سرویس و امنیت این پروتکل می‌پردازیم. در آخر تفاوت‌های IPv۴ و IPv۶ را بیان می‌کنیم.

## مقدمه
بسیاری از کاربران اینترنت از کامپیوترهای کیفی قابل حمل استفاده می‌کنند و طبعاً علاقمندند وقتی به یک محل جدید نقل مکان می‌نمایند یا حتی در طول راه، اتصالشان با اینترنت برقرار بماند؛ ولی سیستم آدرس دهی IP به گونه‌ای طراحی شده‌است که تحرک را پشتیبانی نمی‌کند؛ بنابراین وقتی کاربران محلشان را تغییر می‌دهند، به آدرس‌های IP جدید نیاز دارند.
نقطه ضعف واقعی IP، در روش آدرس دهی آن نهفته‌است. یک آدرس IP متشکل از یک شمارهٔ شبکه و یک شمارهٔ ماشین است. به عنوان مثال ماشینی با آدرس ۱۶۰٫۸۰٫۴۰٫۲۰/۱۶ را در نظر بگیرید. شمارهٔ شبکه ۱۶۰٫۸۰ (یا ۸۲۷۲ در مبنای ده) و شمارهٔ ماشین ۴۰٫۲۰ (یا ۱۰۲۶۰ در مبنای ده) است. مسیریاب‌های کل جهان یک جدول مسیریابی دارند که در آن خط مناسب برای رسیدن به شبکة ۱۶۰٫۸۰ مشخص شده‌است. وقتی بسته‌ای با آدرس IP به شکل ۱۶۰٫۸۰.xxx.yyy، به مسیریاب وارد گردد بر روی آن خط ارسال خواهد شد.
بدین نحو اگر ماشینی با آدرس فوق به محل جدیدی نقل مکان کند، کماکان بسته‌های ارسالی برای او به شبکة مسیریاب خانگیش هدایت شده و از آن به بعد صاحب ماشین قادر به دریافت نامه‌های الکترونیکی و نظائر آن نخواهد بود. انتساب آدرس IP جدید (متناظر با محل جدید) به ماشین سیار، راهکار جالبی نیست چرا که این تغییر باید به تعداد زیادی از افراد، بانک‌های اطلاعاتی و برنامه‌های کاربردی اطلاع داده شود[۱]. دلیل دیگر این است که چون بیشتر ترافیک اینترنت TCP است، عوض کردن آدرس IP, TCP را مجبور می‌کندکه یک اتصال جدید برقرار کند. در نتیجه ممکن است بسته‌ها در طول این تغییر از بین بروند. هم چنین اختصاص دادن آدرس IP خارجی به ماشین‌ها، دسترسی کاربران به شبکة خصوصی و محلی شان را مشکل می‌کند.
راهکار دیگر آن است که مسیریاب‌ها در جدول مسیریابی به جای آنکه فقط شمارهٔ شبکه را نگه دارند، آدرس کامل ماشین‌ها را درج نمایند؛ ولیکن این روش نیز مستلزم ذخیرهٔ میلیون‌ها درایه در جدول مسیریابی است و هزینه‌های نجومی به اینترنت تحمیل می‌کند[۱].
IP سیار برای حل کردن تمام مشکلاتی که ذکر شد، طراحی شده‌است. IP سیار پروتکل استاندارد IETF است که به کاربران اجازه می‌دهد آدرس‌های IP خود را، حتی در صورتی که از شبکه‌ای به شبکة دیگر جابجا می‌شوند، حفظ کنند. در این پروتکل نیازی به تغییر دادن گره‌هایی که می‌خواهند با گره‌های متحرک ارتباط برقرار کنند، نیست. این پروتکل برای تعداد زیادی از کاربران قابل تعمیم است و کاربران می‌توانند مطمئن باشند که هیچ‌کس نمی‌تواند پیغام‌هایشان را بخواند یا منابعشان را استفاده کند.

## مفاهیم اولیه در IP سیار
- عامل تحرک (MA): عامل خانگی یا عامل خارجی
- عامل خانگی(HA): مسیریابی است روی شبکة خانگی گرة متحرک، که بسته‌ها را از طریق یک تونل به گرة متحرک منتقل می‌کند. این مسیریاب نگاشت بین آدرس خانگی گرة متحرک و آدرس واسطه را نیز نگهداری می‌کند.
- عامل خارجی(FA): مسیریابی است روی شبکه‌ای که گرة متحرک از آن بازدید می‌کند، که به عنوان مسیریاب پیش‌فرض گرة متحرک عمل می‌کند.
- گرة متحرک(MN): یک میزبان یا مسیریاب که نقطهٔ اتصالش را تغییر می‌دهد و علی‌رغم عوض کردن محلش آدرس IP خانگی اش را حفظ می‌کند.
- گرة طرف مبادله (CN): یک میزبان ثابت یا سیار است که با گرة متحرک در ارتباط می‌باشد.
- آدرس واسطه (COA): آدرس IP که به HA فرستاده می‌شود.
- آدرس واسطهٔ مبتنی بر عامل خارجی (FCOA): آدرس IP عامل خارجی (بسته‌ها در FA از تونل خارج می‌شوند و به گرة متحرک فرستاده می‌شوند).
- آدرس واسطهٔ Colocated (CCOA): آدرس IP که متعلق به آدرس‌های شبکة FA است و گرة متحرک این آدرس را در فرایند ثبت‌نام بدست می‌آورد (در گرة متحرک سرآیند تونل برداشته می‌شود). FA به عنوان یک مسیریاب پیش‌فرض عمل می‌کند.
- تونل: یک کانال اختصاصی مجازی با یک بسته کپسول شده.[۱]

## عملکرد IP سیار

### کشف عامل
گرة متحرک باید تشخیص بدهد که در شبکة داخلی است یا خارجی. این فرایند به دو روش می‌تواند انجام شود. اعلان عامل و درخواست شناسایی عامل.
- اعلان عامل

معمولاً عامل خارجی به‌طور متناوب پیغام‌های اعلان را در شبکه اش پخش می‌کند تا به گره‌های سیاری که از این شبکه بازدید می‌کنند اجازه بدهد عامل این شبکه و سرویس‌هایی که ارائه می‌دهد را بشناسند؛ بنابراین گرة متحرک شبکه‌ای که در آن قرار دارد را می‌شناسد.
- درخواست شناسایی عامل

اگر گرة متحرک پیغام اعلان را دریافت نکند، می‌تواند با فرستادن پیغام درخواست، تقاضای سرویس را مستقیماً به عامل خارجی اطلاع دهد.
اگر پس از سپری شدن زمانی مشخص، هیچ پاسخی به در خواست گرة متحرک داده نشد، از DHCP برای بدست آوردن آدرس IP جدید استفاده می‌کند.

### ثبت‌نام
پیغام‌های ثبت‌نام دو نوع می‌باشند: درخواست ثبت‌نام و پاسخ ثبت‌نام، که هر دو از پورت ۴۳۴ پروتکل داده گرام کاربر (UDP) استفاده می‌کنند. پیغام درخواست به گرة متحرک اجازه می‌دهد که آدرس واسطه اش، مدت زمانی که می‌خواهد از این آدرس واسطه استفاده کند و ویژگی‌های خاصی که از طرف عامل خارجی در دسترسش قرار دارد را به عامل خانگیش اطلاع دهد. در فرایند ثبت‌نام، عامل خارجی به عنوان یک عامل غیرفعال در نظر گرفته می‌شود که درخواست گرة متحرک را به عامل خانگی و پاسخ عامل خانگی را به گرة متحرک انتقال می‌دهد.

### ایجاد تونل
عامل خانگی پس از ثبت‌نام موفقیت‌آمیز، شروع به گرفتن داده گرامهایی که آدرس مقصدشان گرة متحرک است، می‌کند و با ایجاد تونل آن‌ها را به آدرس واسطهٔ گرة متحرک می‌فرستد. ایجاد تونل با الگوریتم‌های کپسوله کردن انجام می‌گیرد.
کپسوله کردن پیغام‌ها به سه روش انجام می‌شود:
- کپسوله کردن IP در IP: در این روش بستةIP اصلی را درون یک بسته IP جدید کپسوله می‌کنند. به این صورت که یک سرآیند تونل به بسته اضافه می‌کنند و در سرآیند تونل، آدرس واسطه به عنوان آدرس IP مقصد و آدرس عامل خانگی به عنوان آدرس مبدأ به کار می‌رود و فیلد پروتکل ۴ قرار داده می‌شود. سرآیند داخلی تغییر نمی‌کند، فقط فیلد TTL یکی کاهش می‌یابد.
- کپسوله کردن کمینه: از آنجایی که روش کپسوله کردن IP در IP اندازهٔ بسته را دو برابر می‌کند، بکار بردن آن برای بسته‌های کوچک بهینه نیست. روش دیگری به نام کپسوله کردن کمینه برای جلوگیری از تکرار فیلدهای IP، ارائه شده‌است.
- کپسوله کردن مسیریابی کلی(GRE): روش دیگری برای ایجاد تونل است که انواع پروتکل‌های انتقال روی شبکة IP را پشتیبانی می‌کند.[۱]

## کاربردپذیری MIP
با توجه به دامنه تحرک و سرعت تغییر مکان تجهیزات متحرک، دو نوع تحرک قابل تعریف است: تحرک با دامنه کم و تحرک با دامنه زیاد. مشخصه تحرک با دامنه کم سرعت تغییر مکان بالا است و مشخصه تحرک با دامنه زیاد، تغییر مکان با سرعت پایین می‌باشد. MIP برای حل مسئله تحرک با دامنه زیاد یعنی تغییر مکان با نرخ پایین تعریف شده و به دلیل تأخیر موجود در سیگنالینگ برای حل تحرک با نرخ تغییرات بالا مناسب نیست. برای جابجایی با دامنه کم، مکانیزم‌های لایه پیوند به دلیل سربار کمتر و همگرایی سریع‌تر، برای مدیریت تحرک مناسب‌تر هستند؛ زیرا به هر گره اجازه می‌دهد از یک زیر شبکة IP به زیر شبکهٔ دیگر منتقل شود. این قابلیت هم در شبکه‌های همگن و هم در شبکه‌های ناهمگن قابل پیاده‌سازی است. به عنوان مثال یک گره تا زمانی که آدرس IP ثابتی داشته باشد می‌تواند بین بخش‌های مختلف شبکه اترنت حرکت کند یا از شبکهٔ اترنت به شبکة بی‌سیم منتقل شود.

## الگوریتم‌های تشخیص حرکت در IP سیار
هرگاه گرهٔ متحرک محلش را تغییر دهد، مسئول ردگیری محل خود می‌باشد. بدین منظور دو الگوریتم پیشنهاد شده‌است.
ramin_.mohammadi6 ۱
این روش مبتنی بر استفاده از فیلد Lifetime تعریف شده در بدنه بخش ICMP Router Advertisement از پیام اعلان عامل است. مقدار موجود در Lifetime مدت زمان اعتبار پیام اعلان را نشان می‌دهد. اگر پیش از به پایان رسیدن عمر پیام اعلان، پیام اعلان عامل دیگری از همین عامل دریافت شود، اتصال گره متحرک با عامل قبلی همچنان برقرار است. اما اگر در این فاصله، گره متحرک یک پیام اعلان از عامل خارجی دیگری دریافت کند که هنوز اعتبار Lifetime آن به پایان نرسیده باشد به این معنی است که گره وارد یک شبکه جدید شده و می‌تواند بلافاصله مرحله ثبت‌نام را آغاز کند.
الگوریتم ۲
در این روش از فیلد پیشوند آدرس شبکه موجود در بخش الحاقی پیام ICMP برای تشخیص جابه‌جایی استفاده می‌شود. اگر این فیلد با آدرس موقت فعلی گره متحرک مطابقت نداشته باشد به معنی پایان یافتن اتصال با عامل قبلی و ورود به شبکه جدید است.

## اشکالات موجود در پروتکل IP سیار برای پشتیبانی از سرویس‌های بی‌درنگ
تأخیر ناشی از فرآیندهای تشخیص عامل و ثبت‌نام سبب از دست رفتن تعدادی از بسته‌های ارسال شده از طرف گرة طرف مبادله می‌گردد. ممکن است این تأخیر از حد آستانه تأخیر قابل تحمل در کاربردهای بی‌درنگ بیشتر باشد. راه‌حل این است که تأخیر ناشی از Handoff تا حد ممکن کاهش یابد. کاهش تأخیر ناشی از تشخیص عامل خارجی جدید چندان دشوار نیست و کافی است گرة متحرک پس از برقراری اتصال لایه ۲ با شبکة خارجی جدید به جای انتظار برای دریافت پیام اعلان عامل به پیام درخواست شناسایی عامل را ارسال کند. به این ترتیب تأخیر مربوط به تشخیص عامل خارجی جدید و دریافت آدرس موقت حداکثر به میزان دوره تناوب ارسال پیام‌های اعلان عامل کاهش می‌یابد. البته تأخیر ناشی از ثبت‌نام در تأخیر Handoff بسیار بیشتر از تأخیر تشخیص عامل است. به همین دلیل روش‌های مختلفی با منظور بهبود پروتکل اولیه پیشنهاد شده که در بخش‌های بعدی آن‌ها را بررسی می‌کنیم.

## طرز کار IP سیار
در این بخش، خلاصه‌ای از طرز کار IP سیار شرح داده می‌شود.
ابتدا گرة طرف مبادله می‌خواهد پیغام‌هایی را به گرة متحرک بفرستد. بدین منظور بسته‌هایی که آدرس مقصد آنها، آدرس خانگی گرة متحرک است فرستاده می‌شوند. این بسته‌ها با مسیریابی عادی به شبکة خانگی می‌روند. عامل خانگی جدولی دارد که در آن اطلاعات گره‌های متحرک و آدرس واسطهٔ آن‌ها را نگهداری می‌کند. از آنجایی که عامل خانگی می‌داند که گره متحرک از شبکة خانگیش خارج شده‌است، با مراجعه به جدول آدرس واسطهٔ گرة متحرک را پیدا می‌کند و با ایجاد تونل بسته‌ها را به COA می‌فرستد. اگر آدرس واسطه FCOA باشد، عامل خارجی پس از برداشتن سرآیند تونل بسته‌ها را برای گرة متحرک می‌فرستد. اما اگر آدرس واسطه CCOA باشد، عامل خانگی بسته‌ها را مستقیماً برای گرة متحرک می‌فرستد و سرآیند تونل بسته‌ها در گرة متحرک برداشته می‌شود. در آخر، گرة متحرک بسته‌ها را به گرة طرف مبادله می‌فرستد.
در این روش بسته‌هایی که از طرف گره طرف مبادله به گره متحرک می‌رسند تأخیرشان بیشتر از بسته‌هایی است که از سوی گره متحرک به گره طرف مبادله می‌روند. به خصوص اگر گره طرف مبادله و گره متحرک هر دو در یک شبکه قرار داشته باشند، این تأخیر محسوس تر خواهد بود. برای حل این مشکل از روش بهینه‌سازی مسیر استفاده می‌شود. در این روش ابتدای کار مثل قبل است با این تفاوت که عامل خانگی پس از اینکه اولین بستهٔ گره طرف مبادله را با ایجاد تونل برای گرهٔ متحرک ارسال کرد، یک پیغام به نام Binding Message برای گرهٔ طرف مبادله می‌فرستد و توسط این پیغام آدرس واسطهٔ گرهٔ متحرک را به گرهٔ طرف مبادله اطلاع می‌دهد. گرهٔ طرف مبادله این آدرس واسطه را می‌تواند در Binding Cache خود ذخیره کند. از این پس گرهٔ طرف مبادله خودش تونل ایجاد می‌کند و مستقیماً بسته‌ها را برای گرهٔ متحرک می‌فرستد.

## تأمین کیفیت سرویس در پروتکل IP سیار
پارامترهای اصلی کیفیت سرویس عبارتند از: تأخیر بسته (تأخیر انتشار و تأخیر تراکم)، میزان گم شدن بسته‌ها، جیتر، گذردهی و قابلیت اطمینان.
تغییر مکان یک گره دارای کیفیت سرویس می‌تواند به پارامترهای فوق و در نتیجه کیفیت سرویس ارائه شده اثر منفی بگذارد. به عنوان مثال با جابه‌جایی میزبان از یک شبکه به شبکه دیگر، تأخیر انتشار تغییر می‌کند. همچنین تراکم موجود در عامل جدید می‌تواند با تراکم موجود در عامل قبل متفاوت باشد که این مسئله نیز بر تغییر الگو تأخیر بسته‌ها اثر می‌گذارد. میزان پهنای باند آزاد شبکه جدید نیز ممکن است به میزانی نباشد که گذردهی فراهم شده در شبکه قبلی را در شبکه جدید فراهم کند. هم‌چنین Handoff نیز اثرات غیرقابل اغماضی بر روی جیتر خواهد گذاشت.
برای کاهش تأثیر تغییر مکان یک گره بر پارامترهای کیفیت سرویس باید به دو جنبه مختلف توجه شده و برای دو مسئله متفاوت راه‌حل‌هایی ارائه گردد. مورد اول تأخیر ناشی از فرایند Handoff می‌باشد. کاهش مدت زمان Handoff به معنی کاهش مدت زمان قطع شدن کیفیت سرویس می‌باشد. مورد دوم بهبود پروتکل‌های ارائه‌دهنده کیفیت سرویس به منظور منطبق شدن با خصوصیت IP سیار می‌باشد زیرا پروتکل‌هایی که برای تأمین کیفیت سرویس وجود دارند اغلب قبل از مطرح شدن بحث IP سیار استاندارد شده‌اند.

## روش‌های کاهش تأخیر ناشی از Handoff
پروسه خروج یک گره متحرک در حال مکالمه از یک شبکه و ورود آن به یک شبکه دیگر بدون قطع شدن تماس Handoff نامیده می‌شود.
فرایند Handoff شامل سه فاز است:
1. فاز تشخیص حرکت، که لزوم انجام عمل Handoff تشخیص داده می‌شود.
2. فاز تصمیم‌گیری که بر اساس اندازه‌گیری‌ها روی منتقل‌کننده‌های رادیویی همسایه و اطلاعات شبکه، بهترین عامل خارجی هدف شناسایی می‌شود.
3. فاز ثبت‌نام که در آن گره متحرک از عامل خارجی قدیم (OFA) جدا شده و به عامل خارجی جدید (NFA)متصل می‌شود.

هدف نهایی بهبود کارایی Handoff، دستیابی به Handoff هموار یعنی یک Handoff با کمترین تأخیر و کمترین حذف بسته می‌باشد.
برای کاهش تأخیر فرایند Handoff دو رویکرد عمده وجود دارد. یکی استفاده از معماری سلسله‌مراتبی برای کاهش مدت ثبت‌نام و دیگری همپوشانی Handoff در لایه دو و لایه سه. به روش دوم با عنوان Handoff سریع اشاره می‌شود. برای دستیابی به کارایی بیشتر گاهی هر دو روش به صورت هم‌زمان مورد استفاده قرار می‌گیرد.

## IP سیار سلسله‌مراتبی (HMIP)
یکی از نقاط ضعف پروتکل IP سیار نیاز به روزرسانی اطلاعات عامل خانگی به ازای هر بار جابه‌جا شدن گره متحرک و انتقال آن با شبکه خارجی جدید می‌باشد که این امر در صورت بالا بودن فرکانس انتقال گره متحرک باعث تأخیر زیاد، مصرف پهنای باند به منظور انتقال اطلاعات کنترلی و در نتیجه از دست رفتن تعدادی بسته و نیاز به انتقال مجدد آن‌ها می‌گردد. این مشکل با استفاده از روش سلسله‌مراتبی تا حدودی کاهش می‌یابد. در این روش شبکه به تعدادی منطقه تقسیم شده که هر منطقه شامل تعدادی عامل خارجی است که تحت نظارت یک عامل خارجی دروازه (GFA) قرار دارند، اطلاعات مربوط به عامل‌های موجود در هر منطقه در پایگاه داده عامل دروازه نگهداری می‌شود). گره متحرک پس از ورود به زیر شبکه تحت نظارت یک عامل خارجی و تشخیص عامل آن و دریافت آدرس IP موقت، پیام درخواست ثبت‌نام را برای آن عامل خارجی ارسال می‌کند. عامل خارجی به جای ارسال این پیام برای عامل خانگی (چنان‌که در IP سیار انجام می‌شود) آن را برای GFA ارسال می‌کند. GFA با استفاده از پایگاه داده خود می‌تواند تشخیص دهد که آیا این گره متحرک قبلاً در داخل همان منطقه بوده یا خیر، در صورتی که مشخص شود منطقهٔ گره متحرک در این جابجایی تغییر نکرده‌است. درخواست ثبت‌نام را برای عامل خانگی ارسال نمی‌کند و خود GFA پیام پاسخ ثبت‌نام را برای عامل خارجی می‌فرستد. در غیر اینصورت پیام برای عامل خانگی ارسال می‌شود. ادامه کار با پروتکل IP سیار مطابقت دارد.
این روش باعث کاستن تعداد سیگنال‌های فرستاده شده به شبکه خانگی و همچنین باعث می‌شود تأخیر سیگنال‌ها، در زمانی که گره متحرک از یک زیرشبکه به زیرشبکه دیگر در حال حرکت است، کاهش یابد.
نقاط ضعف این روش به شرح زیر است:
1. در این روش از معماری مرکزی استفاده شده‌است، برای مثال عامل خارجی دروازه، مسئولیت مدیریت تمام ترافیک یک منطقه را دارا می‌باشد؛ بنابراین این روش نسبت به خطا بسیار حساس می‌باشد، برای مثال اگر خطایی در عامل خارجی دروازه صورت گیرد باعث می‌شود که هیچ بسته‌ای به گره‌های داخل منطقه ارسال نشود.
2. مشکل دیگر در این روش انتخاب تعداد عامل‌های خارجی در یک منطقه‌است. به عبارت دیگر، انتخاب اینکه چند عامل خارجی زیر نظر و کنترل یک عامل خارجی دروازه در یک منطقه باشند. تعداد عامل خارجی یک پارامتر بسیار مهم برای سیستم می‌باشد. کم بودن عامل‌های خارجی در یک منطقه باعث رجوع بیش از اندازه به شبکه خانگی خواهد شد و در نتیجه هدف اصلی از ثبت‌نام منطقه‌ای از بین خواهد رفت. زیاد بودن عامل‌های خارجی در یک منطقه باعث تنزل کارایی عامل خارجی دروازه خواهد شد. در نتیجه ترافیک سنگینی در عامل خارجی دروازه ایجاد خواهد شد که باعث افزایش مدت زمان تحویل بسته‌ها می‌شود.

## آی‌پی موبایل
موبایل IP یا IP متحرک، یک پروتکل ارتباطی است که توسط IETF (کارگروه مهندسی اینترنت) طراحی شده‌است تا کاربرهای ابزارهای متحرک (موبایل)، در حالی‌که آدرس IP آن‌ها ثابت و بی‌تغییر می‌ماند، بتوانند از یک شبکه به دیگری حرکت کنند. موبایل IP مکانیسمی مفید است که امکان جابجایی فیزیکی یک دستگاه متصل به شبکه یا اینترنت را فراهم می‌کند. با استفاده از Mobile IP، اتصال فیزیکی گره‌ها (دستگاه‌های متصل به شبکه) به اینترنت بدون تغییر آدرس IP شان جابجا می‌شود. این امر به آن‌ها اجازه نگهداری رابط‌های لایه بالاتر و حمل و نقل (Transport layer) را می‌دهد در حالی که محل فیزیکی اتصال آن‌ها از شبکه‌ای به شبکه دیگر حرکت می‌کند. حرکت گره، بدون نیاز به مسیریابی‌های خاص میزبان در بستر مسیریابی اینترنتی ممکن می‌گردد.
Mobile IP اغلب در محیط‌های سیمی و بی‌سیمی یافت می‌شود که کاربران نیاز به حمل ابزارهای موبایلشان میان چند LAN با بازه آدرس IP متفاوت دارند. به‌طور مثال، این سیستم در جابجایی بین سیستم‌های بیسیم هم پوشان استفاده می‌شود مثلاً IP over DVB, WLAN, BWA و WiMAX. Mobile IP در سیستم‌های تلفن همراه همانند 3G نیاز نمی‌باشد. چون این سیستم‌ها از مکانیزم انتقال رابط اطلاعاتی ویژه خود در جابجایی‌های اتصالات دستگاه‌های موبایل از یک دکل به دکل دیگر استفاده می‌کنند. هرچند از Mobile IP در جابجایی بی‌وقفه IP میان قلمروهای PDSN استفاده می‌گردد.
چگونه Mobile IP کار می‌کند؟
به‌طور خلاصه موبایل IP به صورت زیر کار می‌کند: یک گره موبایل دارای دو آدرس داخلی ثابت و آدرس حفاظتی می‌باشد که مرتبط با شبکه گره موبایلی است که مشاهده می‌شود. دو نوع مؤسسه در MOBILE IP وجود دارد:
- اطلاعات ذخیره‌های عامل خانگی دربارهٔ گره‌های متحرکی که آدرس ثابت در شبکه عامل داخلی می‌باشد.
- یک سری اطلاعات ذخیره‌ای عامل دربارهٔ گره‌های موبایل نشان دهنده شبکه آن وجود دارد. عامل‌های خارجی همچنین مراقبت از آدرسی را نشان می‌دهند که توسط MOBILE IP بکار برده می‌شوند.

یک گره عامل تمایل به ارتباط با گره متحرکی دارد که از آدرس داخلی گره موبایل به بسته‌های ارسالی استفاده می‌کند. این بسته‌ها توسط عامل داخلی تفسیر می‌شوند و از جدول و تونل‌های بسته‌ها به آدرس مراقبتی گره با هدرIP جدید استفاده می‌کند و از هدر اصلی حفاظت می‌کند. این بسته‌ها از کپسول در پایان تونل خارج می‌شوند و هدر IP اضافه شده برداشته می‌شود و به گره موبایل نقل می‌شود.
زمانی که به صورت فرستنده عمل می‌کند گره موبایل بسته‌ها را به‌طور مستقیم به گره ارتباطاتی دیگر در عامل خارجی می‌فرستد. اگر مورد نیاز باشد عامل خارجی دارای رزرو تونل‌سازی توسط تونل‌سازی بسته گره‌های موبایل به عامل داخلی می‌باشد و این به جهت آن‌ها برای برقراری ارتباط گره می‌شود.
پروتکل MOBILE IP به صورت زیر تعریف می‌شود:
- یک فرایند ثبت موثق توسط گره موبایلی ایجاد می‌شود که عامل‌های داخلی آدرسش را اطلاع می‌دهند.
- یک توسعه به ICMP ROUTER DISCOVERY که به گره‌های موبایل اجازه کشف عامل‌های داخلی و خارجی را می‌دهد.
- قانون‌ها برای مسیریابی بسته‌ها و از گره‌های متحرک شامل ویژگی یکی از مکانیسم‌های تونل زنی و چندین مکانیسم تونل زنی بهینه می‌شود.

## بهبود کارایی لایه TCP
به دلیل تأخیر ناشی از hamdoff و قطع ارتباط گرة متحرک با عامل خارجی، تعدادی از بسته‌ها از دست می‌رود و لایه TCP وارد فاز ارسال مجدد می‌شود. ارسال مجدد، پس از سپری شدن timeout تعریف شده در TCP صورت می‌گیرد. به منظور حذف این تأخیر، پیشنهاد شده‌است که در لایه TCP به جای ارسال مجدد پس از سپری شدن Timeout از ارسال مجدد فعال استفاده شود. لایه TCP به نحوی طراحی شده‌است که پس از دریافت سه پیغام تصدیق تکراری فرایند ارسال مجدد را آغاز می‌کند و منتظر سپری شدن زمان timeout نمی‌شود. در غیر این صورت منتظر می‌ماند تا زمان Timeout سپری شود؛ بنابراین پیشنهاد می‌شود پس از انجام Handoff، گره متحرک، سه پیغام تصدیق متوالی برای آخرین بسته‌ای که دریافت کرده، ارسال کند تا فرستنده سریعاً وارد فاز ارسال مجدد شود و از اتلاف زمان Timeout جلوگیری گردد. برای پیاده‌سازی این راه‌حل لازم نیست حتماً در لایه TCP تغییراتی رخ دهد بلکه این کار با تغییراتی در لایه IP قابل انجام است. در لایه IP، همواره یک کپی از آخرین پیغام تصدیق که در لایه TCP دریافت شده، حفظ می‌شود و پس از handoff، لایه IP این پیغام را سه مرتبه ارسال می‌کند.

## نسخهٔ ششم IP سیار
پروتکل IPv۶ و پروتکل‌های پیکره بندی آدرس ناشی از آن، یک پایه پروتکلی تقریباً کامل را برای شبکه‌های سیار تشکیل می‌دهند. ایده اصلی، که یک گرة متحرک با فرستادن بسته‌ها به شبکة خانگیش، قابل دسترس است و اینکه عامل خانگی بسته‌ها را از شبکة خانگی به آدرس واسطهٔ کنونی شان می‌فرستد، مشابه IPv۴ است. همچنین، مانند روش‌هایی که قبلاً بکار می‌رفت (برای IPv۴)، عامل خانگی بسته‌ها را برای انتقال از شبکة خانگی به آدرس واسطه، کپسوله می‌کند.
مسئله‌ای که تغییر کرده این است که در نسخهٔ ششم IP سیار گرة متحرک قابلیت بدست آوردن آدرس واسطه با استفاده از پروتکل‌های پیکره بندی آدرس را دارد. این قابلیت، نیاز به عامل‌های خارجی را کاهش می‌دهد و آن‌ها از پروتکل پشتیبانی تحرک حذف می‌شوند. در نتیجه همهٔ مسیریاب‌ها باید عمل اعلان مسیریاب را انجام دهند. از دیدگاه بهینه‌سازی مسیر، IPv۶ گزینه‌های مقصد را تعریف کرده‌است. گرة متحرک می‌تواند مستقیماً با گرة طرف مبادله ارتباط برقرار کند.
ابتدا، بوسیلهٔ کشف همسایه، گرة متحرک جابجایی را با استفاده از پیشوند شبکه تشخیص می‌دهد، سپس آدرس واسطه اش(CCOA) را بدست می‌آورد. گرة متحرک آدرس واسطهٔ جدیدش را برای عامل خانگی می‌فرستد. عامل خانگی جدولش را به روز می‌کند و پیغام تصدیق ثبت نام را برمی‌گرداند. اگر گرة طرف مبادله بخواهد بسته‌هایش را به گرة متحرک بفرستد، به صورت معمول آن‌ها را به آدرس خانگی گرة متحرک می‌فرستد. عامل خانگی بسته‌ها را می‌گیرد و جدولش را با آدرس مقصد داده‌ها چک می‌کند. سپس تونلی به آدرس واسطهٔ گرة متحرک ایجاد می‌کند. هنگامی که گرة متحرک بسته‌ای را دریافت می‌کند، با گزینهٔ مقصد، آدرس واسطه اش را به گرة طرف مبادله می‌فرستد. در نهایت، گرة طرف مبادله می‌تواند بسته‌ها را مستقیماً به آدرس واسطهٔ گرة متحرک بفرستد.
MIPv۶ همچنین می‌تواند ترافیک سیگنالینگ بین گرة متحرک، گرة طرف مبادله و عامل خانگی را با محلی کردن ثبت‌نام در یک منطقه، که به آن MIPv۶ سلسله مراتبی گفته می‌شود، کاهش دهد.

## امنیت
پروتکل IP سیار از لحاظ امنیت آسیب‌پذیر می‌باشد. وقتی یک عامل خانگی پیامی دریافت می‌کند که از او خواسته شده تمام بسته‌های متعلق به کاربری به نام روبرتا را به آدرس IP خاصی بفرستد، بهتر است این تقاضا پذیرفته نشود مگر آنکه اثبات شود مبدأ این درخواست واقعاً روبرتا است نه کسی که خودش را به جای او جا زده‌است. بدین منظور از پروتکل‌های احراز هوست مبتنی بر رمز نگاری استفاده می‌شود.

## نتیجه‌گیری
پروتکل اینترنت سیار برای کاربرانی که تمایل دارند کامپیوترهای قابل حملشان را از شبکه‌ای به شبکهٔ دیگر منتقل کنند، به دلیل قابلیت ثابت نگه داشتن آدرس IP طی این جابه‌جایی، بسیار مفید است. از لحاظ کیفیت سرویس این پروتکل برای پشتیبانی سرویس‌های بی‌درنگ ضعف‌هایی دارد که با ارایه راهکارهای مختلف این ضعف‌ها تا حد زیادی بر طرف شده‌اند. همچنین این پروتکل از لحاظ امنیت آسیب‌پذیر می‌باشد و باید الگوریتم‌های احراز هویت و رمزنگاری مناسب برای تأمین امنیت، در آن بکار برده شود.

## فهرست منابع
1. 1 2 3 4 5 6 7  mobile ip survey (PDF) (به انگلیسی).
2. ↑  mobile IP (PDF).
3. ↑  Communication Networks (PDF). بایگانی‌شده از اصلی (PDF) در ۲ مه ۲۰۲۱. دریافت‌شده در ۱۸ اوت ۲۰۲۱.

[۱] ا.اس. نت بام، شبکه‌های کامپیوتری، ترجمه ح. پدرام و ا. ملکیان و ع. زارع پور، انتشارات نص، تهران، ۱۳۸۴.